# Tōdō Heisuke
Tōdō Heisuke (jap. 藤堂 平助; * 1844; † 13. Dezember 1867) war Kapitän des achten Korps der Shinsengumi einer polizeilichen Schutztruppe, die in Kyōto am Ende der Edo-Periode in der Bakumatsu-Zeit aktiv war.

## Shinsengumi
1863 trat er zusammen mit seinem Meister Kondō Isami und den Schülern Hijikata Toshizō, Okita Sōji, Nagakura Shinpachi, Harada Sanosuke und Inoue Genzaburō der Rōshigumi bei.
Diese sollte in Kyōto den Shōgun beschützen. Als die Rōshigumi zurück nach Edo beordert wurde, spalteten er und seine Freunde sich von der Gruppe ab, und gründeten die unter Kondō Isami die Shinsengumi.
Während des Ikedaya Vorfalls war er einer der ersten vor Ort und wurde dabei im Gesicht verletzt.

## Tod
Tōdō trennte sich später von der Gruppe und folgte seinem früheren Lehrer Itō Kashitarō und gründete mit ihm die Goryōejigumi. Im folgenden Jahr entwickelten sich immer größere Spannungen zwischen diesen beiden Gruppen. Diese entluden sich am 13. Dezember 1867 während des sogenannten Aburakoji Vorfalls.
Nach den Aufzeichnungen von Nagakura Shinpachi Shinsengumi Tenmatsuki, hatte Kondō den Wunsch Tōdōs Leben zu retten, was aber misslang.
Während der Kämpfe, wurde Tōdō von einem neuen Mitglied der Shinsengumi Miura Tsunesaburō getötet.
| Personendaten    | Personendaten                          |
| ---------------- | -------------------------------------- |
| NAME             | Tōdō Heisuke                           |
| ALTERNATIVNAMEN  | 藤堂平助 (japanisch)                   |
| KURZBESCHREIBUNG | Kapitän einer japanischen Schutztruppe |
| GEBURTSDATUM     | 1844                                   |
| STERBEDATUM      | 13. Dezember 1867                      |
| STERBEORT        | Kyōto                                  |